# Perepłut
Perepłut – zagadkowa postać z wierzeń Słowian wschodnich, bóstwo lub demon o niejasnej funkcji. Pojawia się w spisie bogów i demonów XII-wiecznej ruskiej interpolacji Słowa św. Grigorija (sam rękopis pochodzi z XV wieku), a także w Słowie św. Jana Złotoustego. 
Zgodnie z relacją źródłową pogańscy Słowianie czcili

wiły, Mokosz, Dziwę, Peruna, Chorsa, ród i rodzanice, upiory i brzeginie, i Perepłuta, i obracając się przepijają do niego w rogach

Imię Perepłuta mogło zostać zniekształcone przy kopiowaniu rękopisu. Wspomniane obracanie się i przepijanie stanowią prawdopodobnie ślady obrzędowości magicznej z elementami tańca i libacji. Aleksiej Sobolewski poprawiał słowa w rogach (v rožech) na porohach (porožech), uważając Perepłuta za demona zapewniającego pomyślność przy przekraczaniu progów rzecznych, stąd możliwa jego identyfikacja jako bóstwa wodnego, z etymologią od słów pere- „przez” i pluti- „płynąć”. Aleksander Brückner z kolei uważał Perepłuta za demona losu, wywodząc jego imię od ruskiego putat’, splutat’ – „wikłać”, „pętać”. Etymologię tę przyjął Stanisław Urbańczyk, rekonstruując teonim w formie Pereput. Pojawiały się także mało prawdopodobne próby wiązania go z Simargłem i kultami płodnościowymi.